# La caída de los condenados
La caída de los condenados es una pintura de gran formato de Pedro Pablo Rubens en la Alte Pinakothek de Múnich. Fue creada alrededor de 1620 durante la Guerra de los Treinta Años.

## Descripción
La pintura trata sobre la caída de los condenados al infierno tras el Juicio Final, un motivo muy tratado por el arte cristiano a lo largo de la Edad Media, el Renacimiento y el Barroco. En la parte superior, el Arcángel Miguel sale de un rayo de luz entre nubes oscuras con sus ángeles y portando un escudo redondo de brillo cegador, arroja al abismo una monumental y desbordante cascada de cuerpos desnudos, hombres y mujeres con los que Rubens desata su pasión por la anatomía plasmándolos desde todos los ángulos y poses, siendo atrapados, empujados, arrastrados o mordidos por oscuros demonios de rostros animalescos, ofidios y bestezuelas que se los llevan hacia el fuego del Infierno. En la parte inferior, las bestias que luchan por las almas aterradas incluyen símbolos de algunos de los pecados capitales: el león representa la Ira, la serpiente la Soberbia, el perro la Envidia. En contraste con representaciones comparables, falta Cristo como juez del Mundo con perspectiva de salvación. La fusión casi abstracta de las superficies también es inusual. Su dinamismo y profusión son plenamente barrocos.

## Historia
En nombre del duque Wolfgang Guillermo del Palatinado-Neoburgo, que se había convertido al catolicismo, Rubens había creado El Gran Juicio Final para la iglesia jesuita de Neuburg en 1617 y el Pequeño Juicio Final en 1619, ambos también ubicados en la Alte Pinakothek. Probablemente, hacia 1620 recibió este encargo del noble, que buscaba un cuadro para la capilla de su palacio. Sin embargo, según otra información, se dice que la obra estaba en el taller de Rubens en 1628.
El elector Juan Guillermo del Palatinado adquirió la pintura para su galería de imágenes de Düsseldorf. Después de diversos avatares de la colección, se llevó a la Alte Pinakothek en Munich a través de la galería de Mannheim.

## Vandalismo
La pintura fue objeto de vandalismo en 1959. El 26 de febrero, poco después de las 11 de la mañana, el filósofo Walter Menzl de Constanza vertió un decapante para muebles sobre la imagen. El líquido cáustico fluyó por la pintura en un ancho de aproximadamente medio metro y dañó gravemente la mitad izquierda de la obra. Menzl se entregó a la policía a la mañana del día siguiente. Durante el interrogatorio se describió a sí mismo como científico y escritor. En realidad, quería destruir Los cuatro apóstoles de Durero, pero debido a inhibiciones religiosas se abstuvo de hacerlo. El delincuente fue condenado a tres años de prisión y al pago de una indemnización de 800.000 marcos por «daños a la propiedad que perjudicaron a la comunidad». La pintura se pudo restaurar con éxito.

## En la cultura popular
La banda australiana de metalcore Parkway Drive usó parte de la pintura para la portada de su álbum Reverence de 2018.
Una versión de la imagen es un tema recurrente en la segunda y tercera temporadas de la serie Dark de Netflix.